# Gajaminhal, Sampgaon
Gajaminhal là một làng thuộc tehsil Sampgaon, huyện Belgaum, bang Karnataka, Ấn Độ.